# 死後出版によって知られる日本の人物の一覧
死後出版によって知られる日本の人物の一覧（しごしゅっぱんによってしられるにほんのじんぶつのいちらん）は、死後に遺稿集・日記・小説などが刊行され、それらの出版物によって著名となった日本の人物の一覧である。
生前より著作家などとして活動していた人物に関しては、死後に著しく知名度を上げ、評価の高まった作家であっても（例・金子みすゞ、宮澤賢治）、本一覧表では除外する。自費出版の書籍は、第三者からの有意な言及があり、特筆性が認められる場合にのみ掲載する。また、数が多いため、完全な一覧ではない。

## 背景
近世以前からの古い伝統として、故人の遺稿を「遺稿集」という書物にまとめることは、漢詩文などの分野において、日本でも行われてきた。江戸時代に限定しても、市河寛齋の『寛齋先生遺稿』など、数多くの遺稿集が編まれている。中山（1992）は、遺稿集の機能として2点を挙げている。
- 功成り名遂げた文人の、未だ書物に編み得ていない〈遺稿〉を死後集成しその全体像を闡明する機能。
- 若年にして世を去った人物の存在をあまねく世に知らしめる機能。

死後、肉親や友人によって遺稿集や追悼文集が編まれ、少部数が刊行されて親戚知己に贈られることもある。いわゆる「饅頭本」であるが、その性質ゆえに後々にまで残存することは少ない。一方で自費出版されたものが大きな反響を呼び、出版社から一般書籍として公刊される例もある。以下に示した例では清水澄子、宅島徳光、長澤延子、高岡和子などがこれに当たる。

## 一覧
デフォルトでは没年月日順に配列する。
| 氏名       | 没年   | 書籍名                                                               | 書籍種類      | 発行年          | 備考 |
| ---------- | ------ | -------------------------------------------------------------------- | ------------- | --------------- | --- |
| 清水澄子   | 1922年 | 『さゝやき』                                                         | 遺稿集        | 1925年          | 17歳で自殺してのち、父親により遺稿集『清水澄子』がまとめられ、のちに宝文館より再編集され『さゝやき』と改題されて刊行された。刊行から3年後の1929年（昭和4年）には230刷を数えるベストセラーとなった一方、女学校では死を美化した危険な本とされ、読むことが禁止されたため、大正末期から昭和にかけ、密かに女学生や旧制中学生に読み継がれる本となった。 |
| 縣滿天雄   | 1922年 | 『狂恋の女』                                                         | 遺稿集        | 1922年          | 16歳で病死してのち、遺稿集『狂恋の女』が自費出版された。 |
| 山川彌千枝 | 1933年 | 『薔薇は生きてる』                                                   | 遺稿集        | 1935年          | 15歳で結核により死去してのち、遺稿が女流同人誌『火の鳥』で特集され、川端康成などの文壇の著名人らからも絶賛された。単行本化されてのちも、様々な出版社から再版され、五十数版を重ねるベストセラーともなった。 |
| 丘汐繪     | 1934年 | 『憂恨の湖』                                                         | 遺稿集        | 1936年          | 本名・平田章子（あやこ）。病床から雑誌『令女界』に投稿を行って誌友に愛読されており、病死してのちに誌友らの勧めにより、発行元の宝文館から遺稿集が刊行された。 |
| 江口きち   | 1938年 | 『武尊の麓』                                                         | 歌集          | 1939年          | 婦女界社所属の歌人。数え年26歳で服毒自殺してのち、師事していた河井酔茗・島本久恵夫妻により本遺稿集が刊行された。 |
| 弘津正二   | 1941年 | 『若き哲学徒の手記』                                                 | 日記          | 1942年          | 京都大学文学部哲学科の学生。出身地の清津から京大へ戻る途中、23歳で気比丸と運命を共にした。本書は5,000枚に及ぶ日記の中から、22歳時の記述を抜粋したもの。 |
| 平山千代子 | 1944年 | 『みの』                                                             | 遺稿集        | 1954年          | 鉄道官僚の平山孝の娘。第二次世界大戦中に18歳で病死してのち、発見された随筆風の感想を孝が自身の随筆集に載せたのが契機となり、戦後、没後10年目に遺稿集が刊行された。 |
| 池田浩平   | 1944年 | 『運命と摂理』                                                       | 遺稿集        | 1947年          | 高知高等学校を仮卒業後、パラチフスによって戦病死した学徒兵。本書は戦後間もなく出版されたもので、キリスト教の信仰を核心としながら、当時の高校生の精神生活の豊かさをよく示していると評される。 |
| 濱田義道   | 1944年 | 『生命ある限り 一戦没学徒の日記と遺稿』                              | 遺稿集        | 1977年          | カント研究者の濱田義文の弟。東京帝国大学文学部国文学科在学中に応召され、演習中に急死。没後33年を経て、義文編纂による遺稿集が刊行された。 |
| 宅島徳光   | 1945年 | 『遺稿くちなしの花』                                                 | 遺稿集        | 1967年          | 慶應義塾大学法学部政治科予科修了・卒業後、海軍予備学生として1943年（昭和18年）に三重海軍航空隊に入隊。1945年（昭和20年）4月、金華山沖にて、24歳で殉職した。十七回忌の法要の際、父の徳次郎によって日記を収録した私家版の書籍『くちなしの花』が編纂され、高く評価された。のちに私家版の部分を第一部とし、書簡や新たな日記を収録した第二部・第三部を増補して、大光社より公刊された。                                                                         |
| 佐々木八郎 | 1945年 | 『青春の遺書』                                                       | 日記          | 1981年          | 神風特別攻撃隊隊員。22歳で、喜界島東方にて戦死した。戦後、遺された日記が『きけわだつみのこえ』などの遺稿集で断片的に紹介されてきたが、1冊の書籍としては、没後36年を経た1981年（昭和56年）に、昭和出版より初めて刊行された。 |
| 林尹夫     | 1945年 | 『わがいのち月明に燃ゆ』                                             | 遺稿集        | 1967年          | 京都大学文学部史学科在学中に臨時徴兵され、戦争末期に米軍戦闘機との交戦により戦死。遺稿集は没後21年を経て刊行され、戦中派の青春をよく示す記録の一つとされる。 |
| 森崎湊     | 1945年 | 『遺書』                                                             | 日記          | 1971年          | 映画監督の森﨑東の兄。三重海軍航空隊所属の海軍少尉であったが、敗戦の翌日に、香良洲海岸で割腹自殺した。 |
| 千野敏子   | 1946年 | 『葦折れぬ』                                                         | 遺稿集        | 1947年          | 長野県諏訪郡の教師。戦後の食糧難の中、22歳で倒れて病死。その後、女学生時代から書き記していた「真実ノート」を中心とする遺稿集が刊行され、若者らに広く読まれた。 |
| 原口統三   | 1946年 | 『二十歳のエチュード』                                               | 遺稿集        | 1948年          | 第一高等学校文科乙類在学中、19歳で逗子海岸にて入水。遺された300枚の遺稿が刊行されると、初版5,000部・再版5,000部をたちまち売り尽くし、その後も長く青年たちの間で読み継がれた。 |
| 中澤節子   | 1947年 | 『花ちりぬ』                                                         | 遺稿集        | 1949年          | 京都府立京都第二高等女学校の生徒。17歳で服毒自殺してのち、「哲学少女の死」と報じられ、所属していた少年少女の団体「希望への集ひ」によって遺稿集が刊行された。 |
| 長澤延子   | 1949年 | 『友よ私が死んだからとて』                                           | 遺稿集        | 1968年          | 群馬県立桐生高等女学校卒業後、17歳で服毒自殺。生前は一時、原口統三に熱中していた。遺稿集が自費出版されると、作家らから称賛を浴びて公刊されることとなり、その後も長く若者たちの間で読み継がれるロングセラーとなっている。 |
| 宇留賀和子 | 1950年 | 『紫煙のかなた』                                                     | 遺稿集        | 1951年          | 長野青年師範学校の生徒。19歳で浅間山で自殺してのち、多くの遺稿の中から選ばれたものが、遺稿集としてまとめられ刊行された。 |
| 蛭田昭     | 1951年 | 『青春が滅びてゆく ―自殺との対話―』                                  | 遺稿集        | 1968年          | 17歳で国鉄高田馬場駅ホームにて飛び込み自殺した東京都立日比谷高等学校の学生。 |
| 青木哲男   | 1953年 | 『愛と死と孤独』                                                     | 遺稿集        | 1958年          | 関西学院大学卒業後に胃潰瘍で死去。遺稿集は所属していたプロテスタントの団体から最初刊行され、実存主義的な思索、随想、詩に、感情の高度の純粋性を示しているとされる。 |
| 石田マツ   | 1957年 | 『道なくて ―自殺した乙女の日記―』                                    | 遺稿集        | 1958年          | 群馬県利根郡月夜野町の女性。貧しい農家の働き手として労働しつつ、石川啄木を慕って歌作を行っていたが、23歳で服毒自殺した。 |
| 茅野寛志   | 1960年 | 『残さるべき死』                                                     | 遺稿集        | 1962年          | 自治会活動家として安保闘争に参加し、25歳で心臓麻痺により死去した東京大学の学生。 |
| 竹脇真理   | 1960年 | 『勇ましく高尚な生涯』                                               | 日記          | 1961年          | アナウンサーの竹脇昌作の次男。兄はアナウンサーの竹脇義果、弟は俳優の竹脇無我。麻布高校在学中に脳腫瘍を発症し、18歳で死去。翌1961年（昭和36年）にいのちのことば社より日記が書籍化された後、2002年（平成14年）に小学館から復刊された。 |
| 岸上大作   | 1960年 | 『意志表示』                                                         | 遺稿集        | 1961年          | 國學院大學文学部在学中、21歳でブロバリンを大量摂取した上で縊死。死の7時間前から寸前まで、絶筆「ぼくのためのノート」を書き続けた。 |
| 原武       | 1961年 | 『北壁に死す』                                                       | 遺稿集        | 1973年          | 名古屋大学医学部の学生で、日本山岳会会員。鹿島槍北壁登攀中に遭難死した。1964年（昭和39年）に遺稿集『北壁』が自費出版されると人気を呼び、『北壁に死す』と改題・再編の上で公刊された。その後再版されなくなっていたが、読者の声に応えて1984年（昭和59年）には新版が刊行されている。 |
| 塩瀬信子   | 1962年 | 『生命ある日に ー女子学生の日記ー』                                  | 日記          | 1962年          | 名古屋市立女子短期大学の学生。入学後間もなく動脈管開存症により入院と手術を行い、一度は復学したが、再度入院し、20歳で病死した。 |
| 大島みち子 | 1963年 | 『愛と死をみつめて ある純愛の記録』 『若きいのちの日記』             | 書簡集、 日記 | 1963年 - 1964年 | 21歳で病死してのち、みち子との往復書簡を整理していた河野実が、以前みち子にプレゼントした塩瀬信子『生命ある日に』を思い出して書簡の書籍化を志し、同書の版元の大和書房を訪ねたことから、『愛と死をみつめて ある純愛の記録』として刊行されることとなった。爆発的な反響を呼んで大ベストセラーとなり、「愛と死」ブームを巻き起こした。映画化、ドラマ化などのメディア展開もなされている。                                                                       |
| 福本まり子 | 1963年 | 『悲濤』                                                             | 遺稿集        | 1965年          | 奈良県五條市の未解放部落で、日本共産党の市会議員のもとに生まれた女性。1963年（昭和38年）の年末に遺書を残して19歳で失踪し、約1年後に山中で白骨死体が発見された。その後、父親によって遺稿集が編纂され220部が自費出版されると、部落解放を叫ぶ遺稿として新聞報道されて大きな反響を呼び、再編の上で部落問題研究所から公刊されることとなった。 |
| 高岡和子   | 1964年 | 『さようなら十七才 ―若き詩人の手記―』                                | 遺稿集        | 1969年          | 17歳で海に入水して自殺。死後、知人らにより詩集『雨の音』が編纂された。のちに国重光煕から同書を1部渡された佐藤碧子が、同人誌『宴』に収録作品の2、3篇を紹介すると、これが大和出版編集部の目に留まり、『さようなら十七才 ―若き詩人の手記―』として公刊されることとなった。 |
| 島田清子   | 1964年 | 『みぞれは舞わない ――十七歳の遺書――』                                | 遺稿集        | 1967年          | 埼玉県立小川高等学校の生徒。17歳で自殺してのち、遺稿集が刊行された。 |
| 杉山章夫   | 1964年 | 『十七歳の死』                                                       | 遺稿集        | 1965年          | 滋賀県甲賀郡出身の青年。1963年（昭和38年）に中学校を卒業後、紡績工場に就職。1964年（昭和39年）に夜間定時制高校に入学するが断念し、翌年に全日制を受験しようとしていたが、北海道の摩周湖畔で自殺した（17歳没）。死の間際まで離さずにいた手帳や詩などをまとめた遺稿集が、その後刊行された。 |
| 小池玲子   | 1965年 | 『赤い木馬』                                                         | 詩集          | 1966年          | 東京都立国立高等学校の生徒。17歳で鉄道自殺してのち、残された手書きの作品集『碧いガラスの靴』を中心とした遺稿集が、玲子から遺書を残された教師の上原曠人の所属する同人結社「山の樹」の同人らによって編纂され、刊行された。 |
| 奥浩平     | 1965年 | 『青春の墓標』                                                       | 遺稿集        | 1965年          | 横浜市立大学の学生。中核派として活動したが、21歳でブロバリンを飲んで自殺。その後、兄の紳平によって遺稿集が編纂された。 |
| 沢田義一   | 1965年 | 『雪の遺書 日高に逝ける北大生の記録』                                | 遺稿集        | 1966年          | 北海道大学農学部畜産科の学生で、山岳部部員。1965年（昭和40年）3月に日高山脈での登山中、雪崩に襲われ24歳で遭難死した（札内川十の沢北海道大学山岳部遭難事件）。6月13日に遺体が発見され、沢田が雪の下で4日間生存し、長文の遺書を書き残していたことが判明。日記や書簡などと共に、遺稿集にまとめられ刊行された。 |
| 大宅歩     | 1966年 | 『詩と反逆と死』                                                     | 遺稿集        | 1966年          | 評論家の大宅壮一・大宅昌夫妻の息子。高校時代のラグビーの試合中に肩の骨を折り、以来その後遺症に悩まされるようになる。その中で心情を大学ノートに書き続けるようになり、何千枚もの量に達していた。その後、成人して妻子をもうけたが心臓麻痺で死去し、残されたノートが編集されて遺稿集として刊行された。 |
| 矢沢宰     | 1966年 | 『光る砂漠』                                                         | 詩集          | 1968年          | 8歳で腎臓結核を発病。21歳で、日記と500篇余りの詩を残して病死した。その後、周郷博が選んだ54篇の詩を収めた詩集が刊行され、広く読まれた。のちには日記を書籍化した『足跡』も刊行されている。 |
| 中屋幸吉   | 1966年 | 『名前よ立って歩け』                                                 | 遺稿集        | 1972年          | 沖縄県石川市生まれの青年。1959年（昭和34年）に琉球大学文理学部史学科に入学後、琉球大学学生新聞会に入部。主席間接指名阻止闘争などに参加し、1962年（昭和37年）には琉球大学学生会代表として上京、全学連と共闘した。1966年（昭和41年）4月に卒業後、教職に一時就くが、同年6月に知花城で自殺した（26歳没）。 |
| 堀勝治     | 1969年 | 『大いなる戦い――青春の彷徨・死』                                     | 遺稿集        | 1971年          | 関西学院大学経済学部の学生。北陸出身。20歳で、北海道虻田郡豊浦町の海岸で自殺した。 |
| 高野悦子   | 1969年 | 『二十歳の原点』 『二十歳の原点序章』 『二十歳の原点ノート』         | 日記          | 1971年 - 1976年 | 立命館大学文学部史学科の学生。20歳で鉄道自殺してのち、残された十数冊の日記の一部が、父の高野三郎によって『那須文学』に掲載された。その後、欠落を補完してメモを増補した上で、新潮社から単行本化された。 |
| 松本則子   | 1970年 | 『父ちゃんのポーが聞える』                                           | 詩集          | 1971年          | 富山県高岡市の女性。小学6年生時に舞踏病の症状が現れ、以降21歳で死去するまで入院生活を送りつつ、詩作を行った。死後に父親の松本清が、詩集を作りたいとの生前の望み通り、遺されたノートを元に詩集を刊行。その後、石田勝心監督・吉沢京子主演で東宝より映画化された。 |
| 山村政明   | 1970年 | 『いのち燃えつきるとも』                                             | 遺稿集        | 1971年          | 早稲田大学第二文学部の学生で、帰化した在日朝鮮人。25歳で穴八幡宮の境内で焼身自殺した。 |
| 岡崎里美   | 1971年 | 『岡崎里美・17歳の遺書 愛なんて知らない』 『自殺への序曲』           | 遺稿集        | 1972年 - 1974年 | 写真家の岡崎克彦の娘。17歳でガス自殺を遂げてのち、遺された30冊のノート、日記、手紙、詩などから選ばれたものが書籍化された。 |
| 有田俱子   | 1971年 | 『愛すれど愛は悲し 死を見つめた父と娘の日記』                        | 日記          | 1972年          | 福岡県久留米市出身の女性。18歳で結婚、出産するが10ヶ月後に結核の宣告を受け、26歳で死去。その後、遺された大学ノート10冊分の日記が書籍化された。 |
| 神田理沙   | 1972年 | 『十七歳の遺書』                                                     | 遺稿集        | 1973年          | 愛知県立高校2年の生徒で、当時17歳。鉄道自殺を遂げてのち、当時多発していた高校生の自殺に関する記事として『名古屋タイムズ』に日記の一部が掲載されると、書籍化を望む声が多く寄せられ、高校2年の3学期から3年生の2学期までの日記が編集された上で、サンリオ出版から書籍化された。 |
| 山下愛子   | 1972年 | 『愛子絶唱』                                                         | 日記          | 1977年          | 愛媛県宇和島市の女性。「叫び」と題された11冊の日記を残し、23歳で青酸カリにより服毒自殺した。そののち、「叫び」の全体の約4分の1が編集された上で書籍化された。 |
| 光吉智加枝 | 1975年 | 『だめの子日記』                                                     | 日記          | 1976年          | 岡山県立津山高等学校の生徒。通学途中交通事故により死去した。その後日記が「だめの子日記刊行会」により発行。翌1976年（昭和51年）に小学館より刊行された。 |
| 立中潤     | 1975年 | 『叛乱する夢』 『闇の産卵』                                          | 遺稿集        | 1979年          | 愛知県幡豆郡幡豆町（現・西尾市）出身。早稲田大学第一文学部卒業後、地元の信用金庫に就職するが、間もなく自殺。その後、大学時代に出していた同人誌『漏刻』の仲間らによって、追悼号が刊行され、さらにその後、同人らの協力のもと、2冊の遺稿集が刊行された。 |
| 菊田求     | 1975年 | 『反逆と愛のはざまで』                                               | 遺稿集        | 1978年          | 千葉大学人文学部国文学科在学中、26歳で国鉄総武本線（西千葉駅発習志野駅行電車）へ飛び込み自殺を遂げてのち、予備校時代から大学時代にかけて数冊のノートに書いていた日記・詩・小説・感想文などの、約半分を抜粋・編集した遺稿集が刊行された。 |
| 岡真史     | 1975年 | 『ぼくは12歳』                                                       | 詩集          | 1976年          | 作家の高史明の息子。12歳で自殺を遂げてのち、人知れず手帳に書き記していた詩が発見され、詩集として刊行された。 |
| 田中澄子   | 1975年 | 『そのとき虹を見たような』                                           | 遺稿集        | 1976年          | 佐賀県生まれの少女で、3歳で筋ジストロフィー症の診断を受ける。幼い頃から作家を志望しており、漫画や絵を描いていたが、1973年（昭和48年）頃から毎日新聞へ投書を始めると、日常生活を素直に綴った文章にファンが増えていき、全国にペンフレンドを持つようになる。自宅で闘病を続け、14歳で死去してのち、日記や詩などを集めた遺稿集が毎日新聞社から刊行された。 |
| 山田かまち | 1977年 | 『悩みはイバラのようにふりそそぐ』                                   | 遺稿集        | 1992年          | 群馬県立高崎高等学校の生徒。17歳でギターの練習中に感電死した。没後16年経って詩画集が刊行されると、「夭折の天才画家」「燃え尽きた十七歳」と大きくマスコミに取り上げられて「かまちブーム」が起き、若者らの熱狂的な人気を集めた。 |
| 井亀あおい | 1977年 | 『もと居た所』 『アルゴノオト あおいの日記』                         | 遺稿集、 日記 | 1978年 - 1979年 | 福岡県立戸畑高等学校の生徒。17歳で飛び降り自殺を遂げてのち、小説・詩・エッセイを収めた遺稿集『もと居た所』と、「アルゴノオト」と題して書き記していた日記をまとめた書籍『アルゴノオト あおいの日記』の2冊が刊行された。 |
| 宮原幸子   | 1978年 | 『ちいさなクルメルス 16歳の愛と夢と死』                              | 遺稿集        | 1978年          | 神奈川県横浜市の中学生で、当時16歳。「あんたなんか大嫌い！」などと、日記に母親への抗議の言葉を書き残して飛び降り自殺した。その後、母親によって遺稿集が刊行された。 |
| 井村和清   | 1979年 | 『飛鳥へ、そしてまだ見ぬ子へ――若き医師が死の直前まで綴った愛の手記』 | 遺稿集        | 1980年          | 岸和田徳洲会病院の医師。悪性腫瘍によって死去してのち、生前に書かれた小冊子「ありがとう、みなさん」が知己親戚に頒布されたところ好評を博し、のちに祥伝社より公刊されることとなった。 |
| 山藤久仁子 | 1979年 | 『ひとすじのいのちを』                                               | 遺稿集        | 1982年          | 北海道札幌南高等学校の2年時に急性骨髄性白血病の告知を受け、闘病ののちに18歳で死去。その後、母校の北海道教育大学附属札幌中学校の教師の安藤修平によって編纂された遺稿集が自費出版されたが、のちに北海道新聞社から改めて公刊された。 |
| 鹿村由起子 | 1980年 | 『コスモスのように ユッコの贈りもの』                                | 遺稿集 日記   | 1982年          | 東村山市立第四中学校1年時に急性リンパ性白血病を発症し、13歳で死去。翌年両親によって遺稿集が自費出版されたのち、祥伝社から再版。1982年（昭和57年）に『ユッコの贈りもの』のタイトルで映画化された。 |
| 鈴木聡子   | 1980年 | 『さと子の日記』                                                     | 日記          | 1982年          | 静岡県榛原郡金谷町の少女。胆道閉鎖症によって14歳で死去してのち、日記が書籍化された。 |
| 山上岳彦   | 1983年 | 『岳彦の日記』                                                       | 日記          | 1992年          | 北秋田市立合川南小学校の小学四年生。遠足中に日本海中部地震によって発生した津波に襲われ、9歳で遭難死した。その後、母親から岡三沙子に送られた十三冊のノートを基にして刊行された。 |
| 河田宣世   | 1984年 | 『あこがれはマンガ家 14歳のある少女のノートから』                    | 遺稿集        | 1997年          | 中学2年生の14歳で、大阪市内の11階建てビルの屋上から飛び降り自殺。死後、漫画・詩・作文・創作などが記された六十数冊のノートから選ばれた作品が、『あこがれ』として自費出版された。この書籍が大きな反響を呼んだため、紙面の関係から5分の3ほどの分量に再編された上で、『あこがれはマンガ家 14歳のある少女のノートから』として偕成社から公刊された。 |
| 尾山奈々   | 1984年 | 『花を飾ってくださるのなら』                                         | 遺稿集        | 1986年          | 長野県の松川村立松川中学校の生徒で、当時15歳。教師への抗議の手紙を残して自殺し、その死が大きく報道されてのち、ジャーナリストの保坂展人によって、遺稿集を含む書籍が編纂された。 |
| 山形結可   | 1985年 | 『結可19歳 愛とやさしさ そして強さと』                               | 遺稿集        | 1985年          | 日本福祉大学社会福祉学部の学生。19歳で犀川スキーバス転落事故に遭遇し、犠牲となった。 |
| 堀明子     | 1988年 | 『つぼみたくさん』                                                   | 遺稿集        | 2002年          | フェリス女学院高等学校在学中に16歳で事故死。翌1989年（平成元年）7月に、詩集『四季の色』が自費出版され、1990年（平成2年）からは全国各地で「詩集展」が催されたほか、甘利真美や徳永洋明による詩の楽曲化・コンサートも行われた。その後、改めて詩集『つぼみたくさん』が、草思社から公刊された。 |
| 杉尾優衣   | 1988年 | 『南国の秋が私をさがしている』                                       | 詩集          | 1990年          | 宮崎県立宮崎北高等学校1年時、15歳で男子生徒と共に青雲橋から飛び降り自殺。のち、生前に書いていた詩を集め、詩集『南国の秋が私をさがしている』が刊行された。 |
| 安積成美   | 1989年 | 『永遠の愛を誓って』                                                 | 書簡集        | 1991年          | 20歳で白血病により死去した女性。没後、恋人の藤保秀樹との往復書簡や、母親の日記が、かつて成美が在籍していた姫路YMCAのメンバーによって書籍にまとめられ、刊行された。 |
| 坪田愛華   | 1991年 | 『地球の秘密』                                                       | 漫画          | 1992年          | 島根県簸川郡斐川町の小学生。学校の課題で、環境問題についてまとめた漫画『地球の秘密』を仕上げた直後に、小脳出血により12歳で急逝。その後、家族により『地球の秘密』が印刷されて学校へ寄贈され、のちに公刊されて大きな反響を呼んだ。英語版やアラビア語版、中国語版など多数の言語への翻訳もなされている。 |
| 松橋妙子   | 1992年 | 『消えた夏』                                                         | 日記          | 1995年          | 日本海中部地震の津波からの生還者。中学2年時に再生不良性貧血と診断され、闘病ののち19歳の誕生日翌日に死去。 |
| 二階堂奥歯 | 2003年 | 『八本脚の蝶』                                                       | 日記          | 2006年          | 1977年（昭和52年）生まれの編集者、レビュアー。早稲田大学第一文学部哲学科卒。自殺してのち、2001年（平成13年）の開設以来死の直前まで日記を更新していたウェブサイト「八本脚の蝶」が書籍化された。 |
| 関野昂     | 2003年 | 『関野昂著作選』                                                     | 遺稿集        | 2005年 - 2009年 | 群馬県の館林市立第四中学校の生徒。2年時の14歳で足利市内の踏切にて自殺した。その後、遺された哲学論・長編小説・散文詩などの厖大な著作の一部が、全3巻の著作選として書籍化された。 |
| 小山田咲子 | 2005年 | 『えいやっ！と飛び出すあの一瞬を愛してる』                           | 日記          | 2007年          | 2005年（平成17年）3月に早稲田大学第一文学部を卒業。9月20日から旅行で訪れていたアルゼンチンのサンタクルス州ベルナドル・グレゴレス市より国道40号95キロの地点で、同乗していた車が横転し事故死（24歳没）。その後、2002年（平成14年）から死の数日前まで更新していたブログから、半分ほどの191本の記事が選ばれ、書籍化された。 |
| 安武千恵   | 2008年 | 『はなちゃんのみそ汁』                                               | 随筆          | 2012年          | 2000年（平成12年）に乳癌が発覚、闘病生活を続けながら2001年（平成13年）に結婚、2003年（平成14年）に長女・はなを出産。再発などに苦しみつつも、夫・信吾とブログ「早寝早起き玄米生活』」で娘の成長やはなの成長を発信し、2008年（平成20年）7月に33歳で死去した。その後、信吾によって2012年（平成24年）にブログを元にした随筆「はなちゃんのみそ汁」が刊行され、2014年（平成26年）に「24時間テレビ37」でドラマ化されたほか、2015年（平成27年）には映画化された。 |
| 芽生       | 2013年 | 『私、乳がん。夫、肺がん。39歳、夫婦で余命宣告。』                   | 闘病記        | 2013年          | 2012年（平成24年）8月に悪性乳癌の宣告を受けた女性。のちに夫の「けん」も、肺腺癌で1年半から2年の余命宣告を受けている。芽生の開設したブログ「私、乳がん。夫、肺がん。30代で同時にがん宣告を受けた夫婦の闘病記」は加筆修正の上で書籍化されることとなったが、刊行前の2013年（平成25年）初夏に、享年39歳で死去した。 |